# Frederico Manica
Frederico Manica (Juiz de Fora, 2 de março de 1974) é  escritor, editor brasileiro. Atualmente reside em Florianópolis, Santa Catarina.

## Biografia
Frederico Manica lançou em 2012  a coleção de histórias infantojuvenis  “As aventuras radicais da turma da Florinda e da Florisbela”.Desenvolve atividades voltadas para a formação de leitores em feiras do livro, de escolas  e de municípios, principalmente em Santa Catarina e do Rio Grande do Sul, como Porto Alegre, Garibaldi, Urubici, Imbituba, Catuípe, Chapecó. O autor contribui também em outros eventos como o   Festival de Conhecimento e Cultura Jovem do Sul do Brasil (FACE/Chapecó). Além dos livros impressos, escreve  uma série de narrativas complementares, disponibilizadas gratuitamente na homepage da coleção e através de e-book e audiolivros. Através dos  Projetos Lê Brasil e ABC do Skate, que unem literatura e esporte, dedica-se em parcerias com  instituições de ensino, feiras, eventos, ações comunitárias e atividades pedagógicas.  Agrega ao trabalho com os livros o trabalho de instrutor de skate criando escolinhas de skate e de formação para instrutores com o intuito de incentivar o skate e a leitura utilizando também seus títulos e personagens. Um de seus livros mais conhecidos é “Tatan -vida de skatista” que apresenta de forma divertida, instrutiva e inclusiva a história de um menino deficiente auditivo que fez do sonho de ser skatista profissional um grande estímulo para superar dificuldades pessoais.Projetos estes,  que atua  desde 2012 e através deles já respondeu a 10 mil cartas de seus leitores, visitou e contemplou várias iniciativas junto à crianças e adolescentes.Também é poeta, cronista, membro da Academia de Letras do Município de Imbituba de Santa Catarina e da Academia de Letras do Brasil – SC.  [carece de fontes?] 

## Obras Publicadas
- 2012:  Florinda e Florisbela - Gêmeas Iguais ou Diferentes?[nota 3]ISBN 9788586466472
- 2013: Tatan, Vida de Skatista[nota 4] ISBN 9788586466502
- 2014: Tropeção, o Carteiro Brincalhão (Ebook)[18] ISBN 9788586466526
- 2014: A Primeira Paixão de Isadora (Ebook e Audiolivro)[18][33] [nota 5] Ebook ISBN 9788586466533 Audiolivro ISBN 9788586466489
- 2014: Melâmbula, A Misteriosa Mulher Melancia (Ebook)[18] ISBN 9788586466519
- 2015: Amigante, a Amiga Gigante[nota 6]ISBN 9788586466557
- 2015: Popótamo Chorão [nota 7]ISBN 9788586466540
- 2017:  Vem Comigo! Contos Gametas e Crônicas Cometas (infantojuvenil; Ed. Cinco Continentes; ilustrada por Alexandre Torrano, Kim Ferrão e Felipe Navarro) [nota 8] ISBN 9788586466571

### Personagens
- Florinda[2]
- Florisbela[2]
- Tatan[2]
- Tuco[2]
- Tia Cândida[2]
- Isa 7[2]
- Melâmbula[2]
- Tropeção[2]
- Amigante[22]
- Popótamo Chorão[22]